# Stare Prusy (województwo pomorskie)
Stare Prusy (niem. Alt Prussy) – wieś  w województwie pomorskim, w powiecie chojnickim, w gminie Czersk. 
Wieś borowiacka, wchodzi w skład sołectwa Łąg-Kolonia.
W latach 1975–1998 miejscowość administracyjnie należała do województwa bydgoskiego.